# Elvir Ovčina
Elvir Ovčina, né le 16 juillet 1976, à Sarajevo, en République socialiste de Bosnie-Herzégovine, est un joueur bosnien de basket-ball. Il évolue au poste de pivot.

## Palmarès
- Coupe d'Allemagne 2005
- Coupe de Bosnie-Herzégovine 2009